# Цинозавр
Цинозавр (Cynosaurus) — вимерлий рід цинодонтів. Рештки знайдені у біозоні дицинодонів в Південній Африці. Цинозавр уперше був описаний Річардом Оуеном у 1876 році як Cynosuchus suppostus. Цинозавр був виявлений в пізній пермський період. Cyno — походить від грецького слова kyon зі значенням «собака» та sauros — «ящірка».

## Палеосередовище

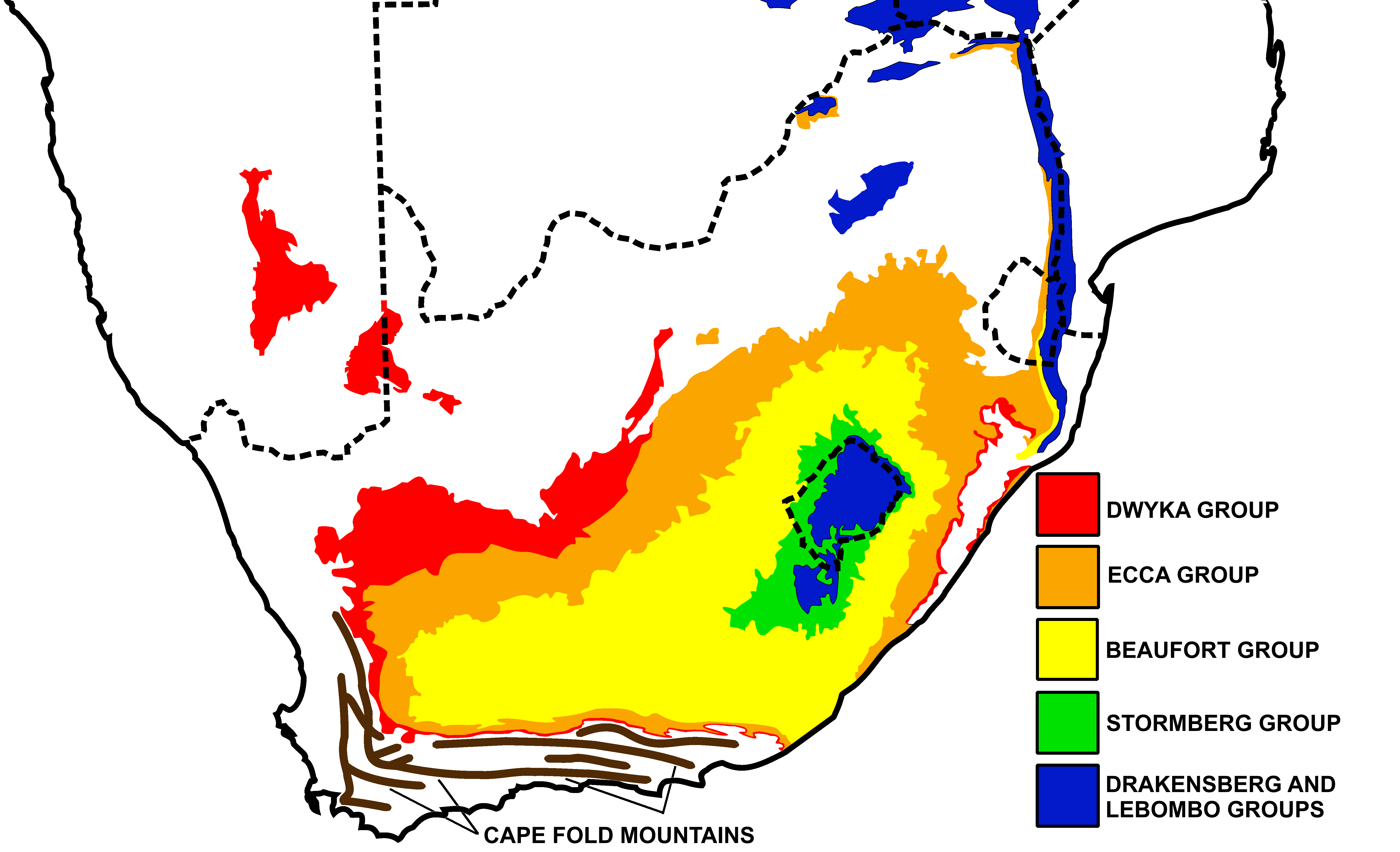
Формації в Південній Африці

Скам'янілості цинозаврів були знайдені в біозоні цистецефалів і даптоцефалів у регіоні Кару у Південній Африці. У стічному басейні Кару береги річки ймовірно були затоплені, створюючи заплави, які могли б затримувати воду для початку накопичення ґрунту. У нижній формації Бальфур ґрунтові відкладення показують середовище з рясними відбитками листя (Viglietti et al., 2018). Це говорить про те, що тут були прибережні болота та дреговини. Також є сліди скам'янілостей, виявлені в пласті у водних організмів.

## Історія та відкриття
Цинозаврів вперше описав Річард Оуен у 1876 році. Оуен назвав викопний вид Cynosuchus suppostus, який було перейменовано на Cynosaurus в 1927 році. Оуен описав Cynosuchus suppostus як подібний до Cynochampea за розташованням різців та ікол. Проте Cynosuchus suppostus мав менший розмір ніздрів і вони були вище розташовані. Зовнішня ніздря Cynosuchus suppostus разом з передніми верхніми та нижніми щелепами були розташовані близько, а ніздря майже горизонтальна. Оуен описав молярні зуби як відносно більші за розміром. Він також відзначив звуження верхньої щелепи у напрямку від основи, і її поєднання з великими молярними зубами, що показує, що Cynosuchus suppostus мав ширший і коротший череп. Носові кістки широкі і товсті і перекриваються верхньощелепними (Owen, 1876).

## Опис
Похідними ознаками для Cynosaurus є: майже вертикальне підборіддя на передній нижній щелепі, міцна нижня щелепа з відносно високими горизонтальними вилицями, широка морда до 32 % довжини черепа і відсутність шишкоподібного отвору у дорослого Cynosaurus (Van den Brandt et al., 2018). У ранніх цинодонтів тім'яна кістка поширюється вентрально до бічної стінки головного мозку (Rubidge et al., 2001). Епіптеригоїд розширений аж до контакту з лобової кістки, а тім'яний гребінь витягнутий і включає шишкові отвори (Rubidge et al., 2001).

### Череп
Септомаксила — плоский міст, який розділяє носову пазуху на верхню і нижню (Van den Brandt et al., 2018). Носова пазуха ширша ззаду, ніж спереду (Van den Brandt et al., 2018). На поверхні верхньої щелепи є багато невеликих форамін, що утворюють дві горизонтальні паралельні лінії (Van den Brandt et al., 2018). Для переджелепної кістки існує розрив по середній лінії (Van den Brandt et al., 2018). Леміш неспарений, звужується і доходить до точки різкої форми (Van den Brandt et al., 2018). Леміш також не доходить до крилоподібної сторони (Van den Brandt et al., 2018). Мікро-КТ-сканування дозволяє спостерігати внутрішні структури викопних черепів (Benoit et al., 2017). За допомогою мікро-КТ-сканів пара орбітосфеноїдної осифікації спостерігалась у чотирьох зразків Cynosaurus (Benoit et al., 2017).
Швидка еволюція області приєднання жувальних м'язів показує ранню диверсифікацію ранніх цинодонтів (Botha et al., 2007). У процинозуха і двінії розташування жувальних ямок на вінцевій процесі розглядаються як початкова стадія диференціювання жувального м'яза (Бот і ін., 2007). У Cynosaurus та Nanictosaurus розширення жувальної ямки до основи зубного ряду (Botha et al., 2007).

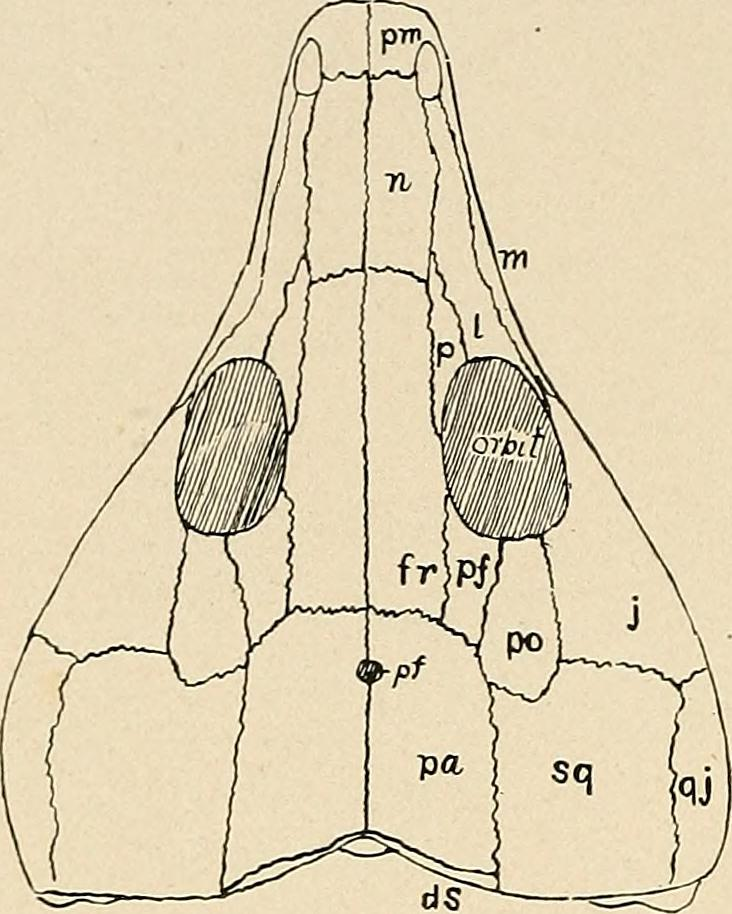
Тім'яний отвір (позначений pf на зображенні) морської рептилії

### Тім'яний отвір
У цинозаврів був гострий сагітальний гребінь, сплющений поблизу розташування тім'яних отворів (Benoit et al., 2015). При КТ черепа цинозавра не виявлено тім'яної трубки, але натомість внутрішньочерепна порожнина просувається вгору (Benoit et al., 2015). У зразка Cynosaurus whaitsi була показана відсутність тім'яних отворів (Benoit et al., 2015). В іншому зразку черепа Cynosaurus відсутність тім'яних отворів була зумовлена онтогенетичною зміною, оскільки у Massetognathus тім'яний отвір закривається у дорослих (Benoit et al., 2015). У сучасних ящірок Anolis carolinensis розмір шишкоподібного отвору зменшується, але він не зникає (Benoit et al., 2015). Інший зразок показав наявність тім'яної трубки, але її відсутність обумовлена не онтогенезом, а внутрішньовидовою мінливістю (Benoit et al., 2015).
Багато ящірок мають тім'яне око на голові (Ральф, 1975). У сучасних ектотермах, що мешкають поблизу екватора, рідше виникає шишкоподібний отвір через стійкість навколишнього середовища, що робить третє око некорисним (Benoit et al., 2015). Існує певний взаємозв'язок між широтним розподілом ящірок і тім'янистістю очей (Ralph, 1975). Ящірки без тім'яного ока здебільного у низьких широтах, що говорить про це як екваторіальну ознаку (Ralph, 1975).

### Зуби
Цинозавр мав прості ікла яйцеподібної форми, у яких відсутній цингулум (Botha-Brink et al., 2007). Заікольні зуби — допоміжна зубчаста поверхня, і у Cynosaurus є другий задній допоміжний стовбур у найбільш задніх зубах (Botha-Brink et al., 2007). Передніх допоміжних зубів на Cynosaurus не видно (Botha-Brink et al., 2007). Більшість ранніх цинодонтів демонструють триканодонтські заікольні зуби з боку губ (Botha-Brink et al., 2007).
Procynosuchus delaharpeae і Dvinia prima є більш основними для Cynosaurus і мають 5 і більше верхніх та 4 або більше нижнії різців, тоді як у більшості Cynodonts є 4 верхніх і 3 нижні різці (Botha-Brink et al., 2007). Progalesaurus також є основним для Cynosaurus, і вони мають сильні поздовжні канавки або смуги на своїх іклах (Van den Brandt et al., 2018). Галезаври, які є більш відокремлені, ніж Cynosaurus, мають ззаду неповний кістковий другий піднебінний відросток (Van den Brandt et al., 2018).